# Айдер (річка)
Айдер (нім. Eider, дан. Ejderen, лат. Egdor, Egdore) — річка в Німеччині, Найдовша в землі Шлезвіг-Гольштейн. Довжина річки — 188 км, з них 20 м в системі Кільського каналу

## Географія

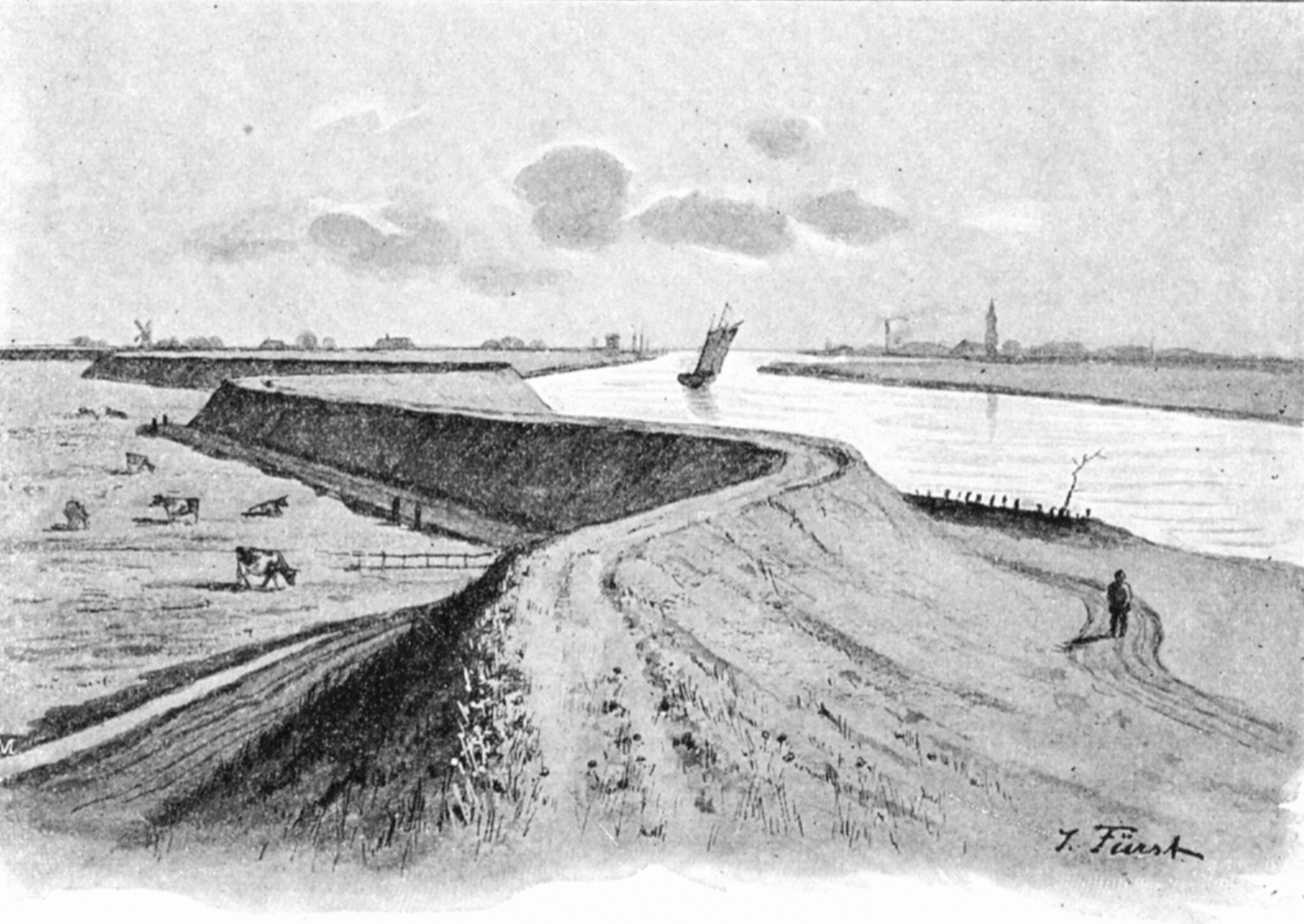
Айдер біля Гровена (близько 1895 р)

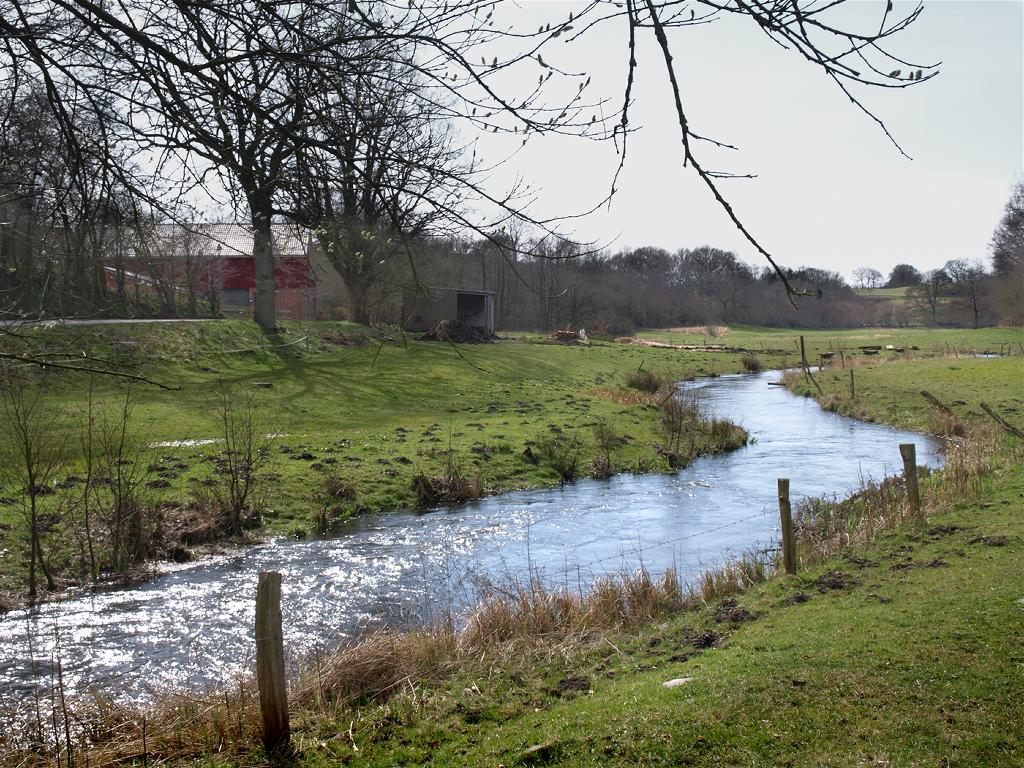
Айдер північніше Бодесгольму

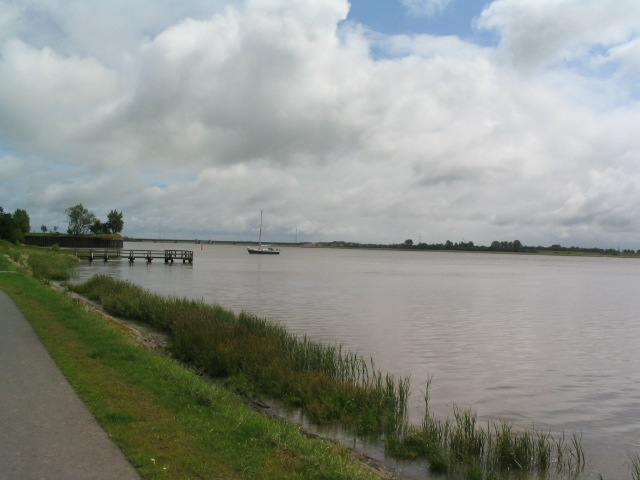
Айдер біля гирла біля Тенінгу

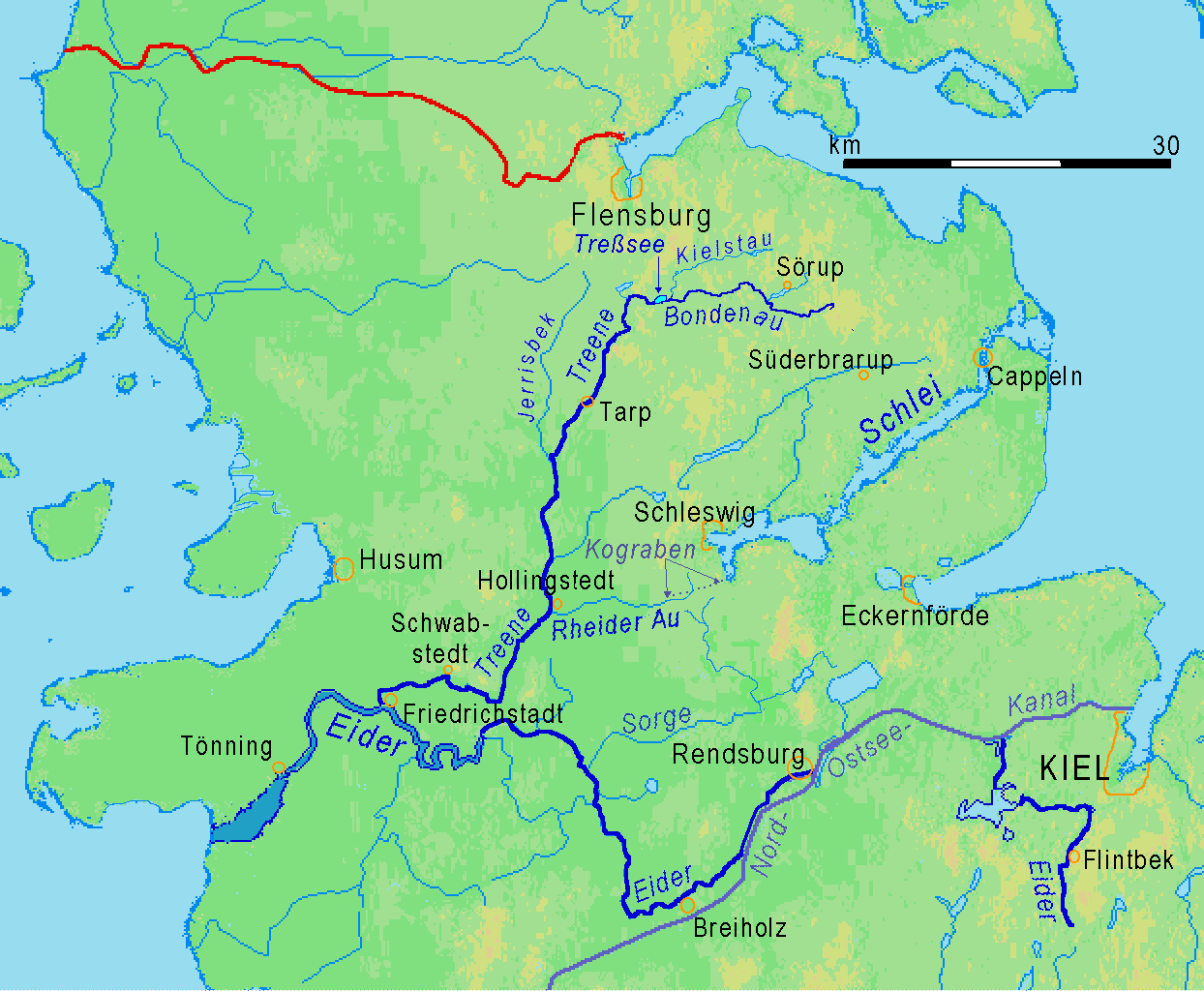
Айдер, Кільський канал і доплив Теене

Айдер витікає з озера Боткампер-Зее (Bothkamper See) і меандрами тече на північ у напрямку до міста Кіль. Хоча Айдер звивається зовсім близько до Балтійського моря в районі цього порту, рух воді до моря перекривають прибережні морени, тому річка повертає на захід. Айдер перетинає перешийок півострова Ютландія, зробивши ще два великі повороти і втікає у Північне море поблизу міста Тенінг (Töning), утворюючи естуарій довжиною в дев'ять кілометрів. Від Кіля русло Айдеру у значній своїй частині, поки річка не повертає на північ, входить в систему Кільського каналу. Неподалік міста Фрідріхштадт в Айдер з правого боку втікає його найбільша притока Треене, далі річка повертає на південний захід. Долина верхнього Айдеру багниста, а далі розлогі береги утворюють природні пасовиська. В одному місці тут влаштований заповідник де на волі пасуться дикі коні і зубри. При гирлі потужні морські припливи і відпливи настільки поглиблюють русло річки у глинистому ґрунті, що його глибина сягає двадцяти метрів. Середній стік Айдеру складає 6,5 м³/сек.

## Коротка історія річки
Назва річки походить з певною ймовірністю від імені бога Едігора (Egidor), який якимось чином був пов'язаний з постаттю морського велетня Аегіра (Aegir), який спричиняв морські припливи і ті неприємності, які вони приносили. Гідроморфологи вважають, що на початку формування русла Ейдер мав довжину 200 км і площу водозбору 3300 км². Як водний шлях Айдер має довгу історію. У часи вікінгів існував шлях з Північного моря по річках Айдеру і Треен, який продовжувався по суходолу до міста Хедебю, де злучався з Балтійським морем. Одночасно річка була мовною границею між споріденими германськими племенами, які населяли цю місцевість. На північній стороні були поселення англів і ютів, а на південній — саксів. У середні віки русло Айдеру було піддане серйозним змінам. Сліди випрямлення русла річки добре видні на аерофотознімках, на яких старе русло виділяється більш темним кольором рясної рослинності через ліпшу плодючість мулястого ґрунту. З 1499 р. починається інтенсивне обвалування берегів для запобігання руйнівним повеням. У 1570–1589 рр. внаслідок цілестрямованих гідротехнічних робіт був утворений новий приплив Треене. З будівництвом Кільського каналу був утворений безперервний водний шлях між Північним і Балтійським морями, який сприяв розвитку торгівлі Англією, Францією, Голландією та прибалтійськими країнами. Це призвело до економічного буму в цьому регіоні.